# Odboj (Star Wars)
Odboj (anglicky Resistance) je soukromá polovojenská organizace ve fiktivním světě Star Wars, konkrétně ve třetí filmové trilogii (2015–2019). Bojuje proti diktatuře Prvního řádu, jehož cílem je obnovení Galaktického impéria. Odboj je tvořen stoupenci Nové republiky a povstalci z bývalé Aliance pro obnovu republiky. Odboj však vznikl ilegálně z novorepublikových obranných sil ještě během Studené války, kdy začal být První řád vnímán Odbojem jako hrozba a ohrožení demokracie v galaxii. 
Totožný názor ohledně Prvního řádu nesdílelo s odbojáři nejvyšší vedení Nové republiky včetně senátu. Nová republika sice tolerovala aktivity Odboje a tiše přihlížela vývoji v galaxii, oficiálně však považovala Odboj za nezákonný. Tento stav trval až do doby, kdy byl Prvním řádem nečekaně zničen Hosnian Prime (roku 34 ABY), toho času sídlo senátu, drtivým útokem nově zrekonstruované bitevní stanice Hvězdovrah. Výstřel zničil jak senát, tak s ním ukončil i Novou republiku.
V roce 34 ABY obsadil První řád velkou část galaxie, přičemž Odboj se ocitl v osamoceném postavení. Postupem doby se stal inspirací obyvatelům celé galaxie k odporu, ti nakonec dokázali shromáždit velkou Občanskou flotilu a posílit povstání proti Prvnímu řádu. V závěrečné bitvě byl První řád nahrazen Konečným řádem, ještě horším režimem, za nímž stáli Sithové.